# 김태래
김태래(2002년 7월 14일 ~ )는 대한민국의 가수이다. 엠넷의 리얼리티 경쟁 프로그램 BOYS PLANET에 출연하여 최종화에서 최종순위는 6위이고,이를 통해 대한민국의 보이 그룹 제로베이스원의 멤버가 되었다.

## 수상 목록
- 2024년 제15회 코리아 드라마 어워즈 베스트 OST상